# Edwin Alfred Hervey Alderson
Pour les articles homonymes, voir Alderson.
Edwin Alfred Hervey Alderson (8 avril 1859 - 14 décembre 1927) est un militaire britannique. Il a servi dans l'armée britannique lors de la seconde guerre des Boers. Il commande le Corps canadien au cours de la Première Guerre mondiale.

## Biographie

### Premières années
Edwin Alderson est né le 8 avril 1859 à Capel St Mary, dans le comté du Suffolk, il est le fils du lieutenant-colonel Edward Mott Alderson et de Catherine Harriett Swainson. Il étudie à l'Ipswich School de 1873 à 1876. À 19 ans, il rejoint le 4 décembre 1878 le 1er régiment d'infanterie (appelé plus tard Royal Scots Regiment). Il est transféré 10 jours plus tard, en remplacement d'un officier promu, dans le régiment de son père, le 97e régiment (bientôt appelé Reine royal West Kent Regiment). Il rejoint le régiment à Halifax en Nouvelle-Écosse, il est rapidement envoyé à Gibraltar puis en Afrique du Sud où il est détaché au dépôt d'infanterie montée à Laing's Nek.

#### Infanterie montée
Le dépôt d'infanterie montée est composé de jeunes officiers susceptibles d'occuper des postes dans les états-majors ou des postes de commandements durant les campagnes coloniales en Afrique. Grâce à cette position, Alderson participe à la première guerre des Boers dans le Transvaal en 1881. L'année suivante, il combat, lors de la guerre anglo-égyptienne, dans les batailles de Kassassin et Tel el-Kebir.
En 1884, il est intégré au régiment chamelier d'infanterie montée, Alderson participe à l'expédition de secours lors du siège de Khartoum qui échoue et ne peut libérer le général Gordon. Au cours de cette campagne, Alderson reçoit la médaille de bronze de la Royal Humane Society pour le sauvetage d'un homme de la noyade. Il est promu capitaine et affecté au dépôt d'infanterie montée en Europe à Aldershot. En 1884, il épouse Miss Alice Mary Sergeant, la fille du vicaire de Syresham, Northamptonshire.
Les dix années suivantes, Alderson occupe plusieurs postes au sein de son ancien régiment en Angleterre et en Irlande, il suit également une formation à l'École des cadres de Camberley (en). En 1896, il est envoyé à la tête d'un régiment de troupes indigènes à Mashonaland lors de la Seconde Guerre ndébélé. À la suite de cette campagne victorieuse, Alderson retourne à Aldershot et écrit son premier livre : Avec l'infanterie à cheval et de la Force de campagne du Mashonaland, 1896, un récit de la guerre et une thèse sur les usages tactiques de l'infanterie montée. Il publie un second ouvrage sur les tactiques militaires en 1898 appelé La Contre-attaque. Il écrit encore deux livres entre 1900 et 1908 dont Rose et pourpre un traité sur de nouvelles tactiques de cavalerie.

#### Guerre des Boers
Peu après le début de la seconde guerre des Boers, Alderson est envoyé en Afrique du Sud pour prendre la direction de l'infanterie montée. Au début du conflit, les troupes anglaises subissent de lourdes pertes devant les techniques de guérilla des Boers. L'arrivée de Alderson et de sa brigade montée, formée de deux régiments d'infanterie montée canadienne, modifie le rapport de force et entraine de lourdes pertes dans les rangs des Boers.

### Première Guerre mondiale
Au déclenchement de la Première Guerre mondiale, Alderson dirige la 1re division montée et toutes les troupes des comtés de Norfolk et de Suffolk. Ayant déjà commandé des troupes canadiennes durant la seconde guerre des Boers, il est sollicité par le contingent canadien. Choisi par le ministre canadien de la Milice, Sir Sam Hughes, Alderson rencontre les premières troupes canadiennes en octobre et entre en conflit avec son supérieur. Arrivé avant les troupes canadiennes, Hughes insiste pour que le contingent canadien soit parfaitement formé et prêt au combat mais aussi doté du meilleur armement possible. Cependant à la suite des rencontres avec les troupes canadiennes, Alderson critique la qualité des officiers souvent nommés politiquement, le faible degré de formation et l'inefficacité totale de la carabine Ross, une arme personnellement approuvé par Hughes.

Durant l'automne 1914, il prend en main la formation des troupes canadiennes dans la plaine de Salisbury, il fait camper les hommes et démet les officiers incompétents nommés par Hughes. Lorsque le colonel John Wallace Carson réussi à récupérer une caserne pour les troupes canadiennes au détriment d'une brigade anglaise, Alderson refuse la caserne. Par ses actions, il se fait de Carson et de Hughes des adversaires déterminés.
La division canadienne arrive en France en février 1915, elle commence son occupation du front par un secteur proche de Neuve-Chapelle. Elle est rattachée à la 2e armée britannique de Sir Horace Smith-Dorrien dans la ville belge d'Ypres. Le 22 avril 1915, la division canadienne subit comme les troupes françaises les attaques allemandes de gaz. À 17 h, à la suite d'un violent bombardement allemand des tranchées alliées, un nuage verdâtre de chlore s'échappe des lignes allemandes et atteint les lignes françaises. Très rapidement, plus de 6 000 zouaves et soldats territoriaux meurent sur place ou lors de leur fuite devant le nuage. Les troupes canadiennes sont contraintes d'étirer leur ligne pour couvrir le front. Au cours de cette bataille, la division canadienne tient, mais elle doit devant la pression allemande céder du terrain, elle perd 50 % de son effectif soit 6 000 hommes.
Pour Alderson, la bataille est un échec, responsable de 33 bataillons, il n'a pu entrer en contact avec ses hommes en première ligne empêchant une bonne coordination et transmission des ordres. Cependant, les troupes canadiennes n'ont pas failli et ont tenu la ligne de front. Cette bataille met au jour la faiblesse des fusils Ross qui ne peuvent être correctement utilisés dans une guerre de tranchées, mais également les carences des officiers en particulier le brigadier-général Garnet Burk Hughes (en), fils de Sam Hughes. Le compte-rendu de Carson met plutôt l'accent sur le manque d'actions d'Alderson et valorise le rôle de Richard Turner (en) et Garnet Hughes.

#### La controverse du fusil Ross
La position d'Alderson empire lors de la bataille de Festubert en mai 1915 au cours de laquelle, la division canadienne perd 2 500 hommes sans gains territoriaux. De même au cours de la deuxième bataille de Givenchy, la division canadienne perd 366 hommes sans gain appréciable. Malgré de faibles résultats, Alderson n'est pas inquiété aussi bien sur le plan militaire au quartier général de l'armée britannique que sur le plan politique en gardant la confiance du premier ministre Borden. Il est même proposé pour commander le corps canadien avec l'arrivée d'une seconde division.
Malgré cette popularité, le ministre de la milice du Canada Hughes continue à s'opposer à Alderson principalement sur l'utilisation du fusil Ross. Au cours de l'année 1916, l'utilisation du fusil Ross dans les conditions de guerre de tranchées n'est pas possible, de plus l'absence de compatibilité avec les munitions du fusil Lee Enfield britannique entraîne un manque de munitions pour les troupes canadiennes quand elles peuvent utiliser leurs fusils. La controverse sur l'utilisation du fusil Ross atteint son paroxysme quand Alderson présente un document indiquant les dix carences de l'arme et que 85 % des troupes canadiennes ne souhaitent plus s'en servir. Hughes est furieux, il envoie à 281 hauts gradés un courrier défendant l'utilisation du fusil Ross et mettant en cause Alderson. Ce dernier demande alors à ses subordonnés de rédiger des rapports sur l'efficacité du fusil Ross. Richard Turner envoie une copie de cet ordre à Hughes et tente de ralentir l'envoi des rapports.
Turner est lui aussi, un adversaire d'Alderson. Lors de la bataille de Saint-Éloi (en) en avril 1916, une brigade de la division de Turner a pour ordre de tenir le terrain conquis par les troupes britanniques au prix de lourdes pertes quelques jours auparavant. Les contre-attaques allemandes reprennent un cratère de mines près des ruines de la ville belge de Saint-Éloi entraînant la perte de 1400 Canadiens. Ce recul est dû en grande partie à la gestion épouvantable des Forces canadiennes par Turner et le brigadier-général Huntley Ketchen.

Sir Herbert Plumer, le commandant de la 2e armée britannique responsable du front de Saint-Éloi, demande le renvoi immédiat de Ketchen. Turner, voulant protéger son subordonné, met sa démission en jeu. Alderson tente le renvoi des deux officiers, ce qui ne peut se réaliser. En effet, le ministre Hughes indique au commandant en chef Sir Douglas Haig qu'en cas de renvoi de Turner, le Canada retirerait ses troupes.

Haig trouve alors un compromis à cette crise diplomatique. Alderson perd son commandement opérationnel et devient inspecteur général des Forces canadiennes, il est remplacé par Sir Julian Byng à la tête de la Force expéditionnaire du Canada secondé par sir Arthur Currie. La contrepartie est l'abandon de la carabine Ross et son remplacement par le fusil Enfield Lee avant le début de la bataille de la Somme. Alderson n'est informé qu'au dernier moment de son changement d'affectation. En septembre 1916, Alderson devient inspecteur d'infanterie dans l'armée britannique, poste qu'il conserve jusqu'en 1920, date de sa retraite du service actif à l'âge de 61 ans.

### Retraite
Alderson quitte le service actif, il devient cependant colonel commandant du Régiment Royal West Kent. Il est membre de la société de chasse de South Shropshire Royal Norfolk et du Suffolk Yacht Club, il peut ainsi s'adonner à la chasse et à la voile. Devant la montée de la popularité des sports mécaniques, Alderson tente de promouvoir les passe-temps traditionnels de la chasse et de la voile.

Il vit les dernières années de sa vie sur une péniche amarrée à Oulton Broad. Il meurt en décembre 1927 d'une crise cardiaque soudaine à Lowestoft, il est enterré à Chesterton. Sa femme a donné toute la correspondance d'Alderson qui est conservée à la British Library et aux Archives nationales du Zimbabwe.